# Thuidiaceae
Thuidiaceae, biljna porodica u redu Hypnales. Ime je dobila po rodu Thuidium. Pripada joj preko 220 vrsta.

## Rodovi
1. Abietinella Müll. Hal.
2. Boulaya Cardot
3. Cyrto-hypnum (Hampe) Hampe & Lorentz
4. Echinophyllum T.J.O’Brien
5. Fauriella Besch.
6. Pelekium Mitt.
7. Rauiella Reimers
8. Thuidiopsis (Broth.) M. Fleisch.
9. Thuidium Bruch & Schimp.

## Vanjske poveznice
|  | Zajednički poslužitelj ima još gradiva o temi Thuidiaceae |
|  | Wikivrste imaju podatke o taksonu Thuidiaceae             |